# Vaškai
Vaškai is een plaats in het Litouwse district Panevėžys. De plaats telt 688 inwoners (2001).